# Schawrow Sch-7
Die Schawrow Sch-7 (russisch Шавров Ш-7) war ein sowjetisches Amphibienflugboot. Sie wurde von Wadim Schawrow entworfen und war seine letzte Flugzeugkonstruktion.

## Geschichte
Nach dem Erfolg seiner ersten eigenen Flugzeugkonstruktion, dem kleinen Flugboot Sch-2, wandte sich Wadim Schawrow der Entwicklung größerer Flugboote zu. Es folgte das für bis zu zwölf Passagiere ausgelegte zweimotorige Amphibium Sch-5, das 1934 erstmals flog, aber letztendlich abgelehnt wurde. Als Folgemodell entwarf er ein viersitziges Flugboot, das im zivilen Bereich Verwendung finden sollte. Die Polarluftflotte (russisch Полярная Авиация) zeigt sich interessiert und erstellte im Dezember 1938 eine Spezifikation für die technischen Anforderungen an das Muster. Der Bau des als Sch-7 bezeichneten und als Schulterdecker ausgelegten Flugzeugs begann im Februar folgenden Jahres im Werk Nr. 240. Der verwendete MG-31F-Motor befand sich spritzwassergeschützt auf einem Pylon befestigt stehend auf der Tragfläche über der Kabine. In Erwägung gezogen wurden auch die Verwendung von zwei M-11-Triebwerken in Tandemkonfiguration, doch entschied man sich schlussendlich dagegen. Die Hauptfahrwerksräder konnten seitwärts in den Rumpf aus Ganzmetall eingezogen werden. Als Besonderheit war das vor dem linken Sitz befindliche Steuer zur rechten Seite klappbar, so dass das Flugzeug notfalls auch von dort aus geflogen werden konnte. Die beiden seitwärtigen Stützschwimmer waren nicht einziehbar.
Die Werkserprobung des Prototyps mit dem Kennzeichen SSSR–E59 (СССР–Э59) begann mit dem Erstflug am 16. Juni 1940 und wurde von Fjodorow und Chwostow durchgeführt; anschließend begannen die staatlichen Abnahmetests. Diese wurden am 12. September erfolgreich abgeschlossen und gegen Ende des Jahres wurde beschlossen, die Sch-7 für den Einsatz sowohl bei der Polar- als auch bei der Zivilluftflotte im Krasnojarsker Werk KARS in die Serienproduktion zu überführen. Doch noch ehe eine Realisierung stattfinden konnte, erfolgte der deutsche Überfall auf die Sowjetunion, der einen sofortigen Abbruch aller Planungen zur Folge hatte. Die einzige gebaute Sch-7 diente im Krieg, von Seen und Flüssen aus eingesetzt, zum Fracht- und Personentransport und für Aufklärungsaufgaben. Über ihren Verbleib ist nichts bekannt.

## Technische Daten

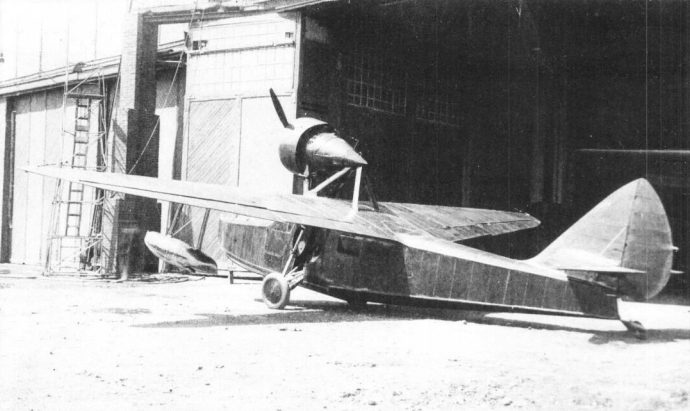
Seitliche Rückansicht

| Kenngröße             | Daten           |
| --------------------- | --------------- |
| Spannweite            | 13,0 m          |
| Länge                 | 9,42 m          |
| Höhe                  | 3,64 m          |
| Flügelfläche          | 23,3 m²         |
| Leermasse             | 1186 kg         |
| Startmasse            | maximal 1900 kg |
| Triebwerk             | ein MG-31F      |
| Leistung              | 220 kW (300 PS) |
| Höchstgeschwindigkeit | 220 km/h        |
| Reichweite            | 800 km          |
| Gipfelhöhe            | 2960 m          |
| Besatzung             | 1               |
| Passagiere            | 3               |